# محمد بن تيبة
 محمد بن تيبة  (1989 الجزائر) هو لاعب كرة قدم جزائري.

## روابط خارجية
- محمد بن تيبة على موقع قاعدة بيانات كرة القدم.إي يو (الإنجليزية)
- محمد بن تيبة على موقع Soccerway.com (الإنجليزية)